# Milva (album 1966)
Milva è un album della cantante italiana Milva, pubblicato dall'etichetta discografica Cetra (numero di catalogo LPB 35030) nel 1966.

## Tracce
1. Nessuno di voi (Franco Maresca - Mario Pagano)
2. Vai con lui
3. Quando le rose rosse
4. Per sempre, per sempre
5. Pigramente
6. L'unica ragione (Mogol - Carlo Donida)
7. Come puoi lasciarmi
8. Ho ritrovato la felicità
9. Il nostro amore
10. Aria di festa
11. Se ne andranno tutti
12. Vieni con noi (Vito Pallavicini - Gorni Kramer)

## Formazione
- Orchestra Simonetti - archi in tracce 2, 4, 5, 12
- Orchestra Kramer - archi in traccia 1
- Orchestra Cetra - archi in tracce 3, 6
- Orchestra Intra - archi in tracce 7, 10
- Orchestra Chiaramello - archi in traccia 8, 11
- Orchestra Ceragioli - archi in traccia 9
- 4+4 di Nora Orlandi - cori in traccia 12